# Corea del Sur en la Copa Mundial de Fútbol de 2006
La selección de Corea del Sur fue uno de los 32 países participantes de la Copa Mundial de Fútbol de 2006, realizada en Alemania.
Tras su exitoso cuarto lugar en la Copa Mundial de Fútbol de 2002, realizada en Corea del Sur y Japón, la selección sudcoreana intentaba en esta oportunidad reafirmar su desarrollo futbolístico y demostrar que aquella posición no se debía únicamente a su condición de local.
Corea del Sur fue emparejada en el Grupo G junto a Francia, Suiza y Togo. En su primer partido, lograron revertir el partido ante los togoleses y en el segundo anotaron el empate ante Francia en los últimos minutos. En el último partido, un resultado favorable los dejaba por segunda vez en su historia dentro de los 16 mejores equipos del mundo. Sin embargo, Suiza resultó imbatible y la victoria de éstos sumada a la obtenida por Francia, permitió la clasificación de los dos equipos europeos en desmedro de Corea.

## Clasificación

### Segunda Ronda

#### Grupo 7
| Pos. | Equipo        | Pts. | PJ | G | E | P | GF | GC | Dif. | Clasificación |     | KOR | LIB | VIE | MDV |
| ---- | ------------- | ---- | -- | - | - | - | -- | -- | ---- | ------------- | --- | --- | --- | --- | --- |
| 1    | Corea del Sur | 14   | 6  | 4 | 2 | 0 | 9  | 2  | +7   | Tercera Ronda |     | —   | 2–0 | 2–0 | 2–0 |
| 2    | Líbano        | 11   | 6  | 3 | 2 | 1 | 11 | 5  | +6   |               |     | 1–1 | —   | 0–0 | 3–0 |
| 3    | Vietnam       | 4    | 6  | 1 | 1 | 4 | 5  | 9  | −4   |               | 1–2 | 0–2 | —   | 4–0 |     |
| 4    | Maldivas      | 4    | 6  | 1 | 1 | 4 | 5  | 14 | −9   |               | 0–0 | 2–5 | 3–0 | —   |     |

 Fuente: 

### Tercera Ronda

#### Grupo 1
| Pos. | Equipo         | Pts. | PJ | G | E | P | GF | GC | Dif. | Clasificación |  | KSA | KOR | UZB | KUW |
| ---- | -------------- | ---- | -- | - | - | - | -- | -- | ---- | ------------- |  | --- | --- | --- | --- |
| 1    | Arabia Saudita | 14   | 6  | 4 | 2 | 0 | 10 | 1  | +9   | Alemania 2006 |  | —   | 2–0 | 3–0 | 3–0 |
| 2    | Corea del Sur  | 10   | 6  | 3 | 1 | 2 | 9  | 5  | +4   | Alemania 2006 |  | 0–1 | —   | 2–1 | 2–0 |
| 3    | Uzbekistán     | 5    | 6  | 1 | 2 | 3 | 7  | 11 | −4   | Playoff       |  | 1–1 | 1–1 | —   | 3–2 |
| 4    | Kuwait         | 4    | 6  | 1 | 1 | 4 | 4  | 13 | −9   |               |  | 0–0 | 0–4 | 2–1 | —   |

 Fuente: 

## Jugadores
Datos corresponden a situación previo al inicio del torneo
| #  | Nombre          | Posición      | Edad | PJ Sel | Club                    |
| -- | --------------- | ------------- | ---- | ------ | ----------------------- |
| 1  | Lee Woon-jae    | Portero       | 33   | 97     | Suwon Samsung Bluewings |
| 2  | Kim Young-chul  | Defensa       | 29   | 12     | Ilhwa Chunma            |
| 3  | Kim Dong-jin    | Defensa       | 24   | 34     | FC Seoul                |
| 4  | Choi Jin-cheul  | Defensa       | 35   | 62     | Chonbuk Hyundai Motors  |
| 5  | Kim Nam-il      | Mediocampista | 29   | 66     | Suwon Samsung Bluewings |
| 6  | Kim Jin-kyu     | Defensa       | 21   | 23     | Júbilo Iwata            |
| 7  | Park Ji-sung    | Mediocampista | 25   | 60     | Manchester United       |
| 8  | Kim Doo-hyun    | Mediocampista | 23   | 32     | Ilhwa Chunma            |
| 9  | Ahn Jung-hwan   | Delantero     | 30   | 61     | MSV Duisburg            |
| 10 | Park Chu-young  | Delantero     | 20   | 18     | FC Seoul                |
| 11 | Seol Ki-hyeon   | Delantero     | 27   | 67     | Reading                 |
| 12 | Lee Young-pyo   | Defensa       | 29   | 85     | Tottenham Hotspur       |
| 13 | Lee Eul-yong    | Mediocampista | 29   | 47     | Trabzonspor             |
| 14 | Lee Chun-soo    | Delantero     | 24   | 62     | Ulsan Hyundai Horang-i  |
| 15 | Baek Ji-hun     | Mediocampista | 21   | 12     | FC Seoul                |
| 16 | Chung Kyung-ho  | Delantero     | 26   | 40     | Gwangju Sangmu Phoenix  |
| 17 | Lee Ho          | Mediocampista | 21   | 11     | Ulsan Hyundai Horang-i  |
| 18 | Kim Sang-shik   | Mediocampista | 29   | 42     | Ilhwa Chunma            |
| 19 | Cho Jae-jin     | Delantero     | 24   | 21     | Shimizu S-Pulse         |
| 20 | Kim Yong-dae    | Portero       | 26   | 15     | Ilhwa Chunma            |
| 21 | Kim Young-kwang | Portero       | 22   | 6      | Chunnam Dragons         |
| 22 | Song Chong-guk  | Defensa       | 27   | 51     | Suwon Samsung Bluewings |
| 23 | Cho Won-hee     | Defensa       | 33   | 13     | Suwon Samsung Bluewings |
| DT | Dick Advocaat   |               |      |        |                         |

## Participación

### Enfrentamientos previos
Tras su clasificación al Mundial, Corea del Sur participó en una serie de encuentros amistosos, entre las que destacan la Copa LG realizada en Arabia Saudita en enero de 2006 y la Copa Carlsberg, algunos días después en Hong Kong. También logró una victoria ante Siria en el marco de las clasificatorias para la Copa Asiática 2007.
| Fecha                   | Lugar       |               |                          | Resultado  |                                   |                     |
| ----------------------- | ----------- | ------------- | ------------------------ | ---------- | --------------------------------- | ------------------- |
| 12 de noviembre de 2005 | Seúl        | Corea del Sur | Bandera de Corea del Sur | 2:2 (1:1)  | Bandera de Suecia                 | Suecia              |
| 16 de noviembre de 2005 | Seúl        | Corea del Sur | Bandera de Corea del Sur | 2:0 (1:0') | Bandera de Serbia y Montenegro    | Serbia y Montenegro |
| 18 de enero de 2006     | Dubái       | Corea del Sur | Bandera de Corea del Sur | 0:1 (0:1)  | Bandera de Emiratos Árabes Unidos | Emiratos Árabes     |
| 21 de enero de 2006     | Riad        | Corea del Sur | Bandera de Corea del Sur | 1:5 (1:1)  | Bandera de Grecia                 | Grecia              |
| 25 de enero de 2006     | Riad        | Corea del Sur | Bandera de Corea del Sur | 1:3 (0:1)  | Bandera de Finlandia              | Finlandia           |
| 29 de enero de 2006     | Hong Kong   | Corea del Sur | Bandera de Corea del Sur | 0:2 (0:1)  | Bandera de Croacia                | Croacia             |
| 1 de febrero de 2006    | Hong Kong   | Corea del Sur | Bandera de Corea del Sur | 1:3 (1:1)  | Bandera de Dinamarca              | Dinamarca           |
| 11 de febrero de 2006   | Oakland     | Corea del Sur | Bandera de Corea del Sur | 0:1 (0:1)  | Bandera de Costa Rica             | Costa Rica          |
| 15 de febrero de 2006   | Los Ángeles | Corea del Sur | Bandera de Corea del Sur | 1:0 (1:0)  | Bandera de México                 | México              |
| 22 de febrero de 2006   | Alepo       | Corea del Sur | Bandera de Corea del Sur | 2:1 (1:0)  | Bandera de Siria                  | Siria               |
| 1 de marzo de 2006      | Seúl        | Corea del Sur | Bandera de Corea del Sur | 1:0 (1:0)  | Bandera de Angola                 | Angola              |
| 23 de mayo de 2006      | Seúl        | Corea del Sur | Bandera de Corea del Sur | 1:1 (0:0)  | Bandera de Senegal                | Senegal             |
| 26 de mayo de 2006      | Seúl        | Corea del Sur | Bandera de Corea del Sur | 2:0 (0:0)  | Bandera de Bosnia y Herzegovina   | Bosnia-Herzegovina  |
| 1 de junio de 2006      | Oslo        | Corea del Sur | Bandera de Corea del Sur | 0:0        | Bandera de Noruega                | Noruega             |
| 4 de junio de 2006      | Edimburgo   | Corea del Sur | Bandera de Corea del Sur | 1:3 (0:1)  | Bandera de Ghana                  | Ghana               |

### Primera fase
| Equipo        | Pts | PJ | PG | PE | PP | GF | GC | Dif |
| ------------- | --- | -- | -- | -- | -- | -- | -- | --- |
| Suiza         | 7   | 3  | 2  | 1  | 0  | 4  | 0  | +4  |
| Francia       | 5   | 3  | 1  | 2  | 0  | 3  | 1  | +2  |
| Corea del Sur | 4   | 3  | 1  | 1  | 1  | 3  | 4  | -1  |
| Togo          | 0   | 3  | 0  | 0  | 3  | 1  | 6  | -5  |

| 13 de junio de 2006, 15:00 | Corea del Sur          | 2:1 (0:1) | Togo      | Waldstadion, Fráncfort                                               |                                                                      |
|                            | C.S. Lee 54' · Ahn 72' | Reporte   | Kader 31' | Asistencia: 48.000 espectadores Árbitro(s): Graham Poll (Inglaterra) | Asistencia: 48.000 espectadores Árbitro(s): Graham Poll (Inglaterra) |

| 18 de junio de 2006, 21:00 | Francia  | 1:1 (1:0) | Corea del Sur | Zentralstadion, Leipzig                                                |                                                                        |
|                            | Henry 9' | Reporte   | Park 81'      | Asistencia: 43.000 espectadores Árbitro(s): Armando Archundia (México) | Asistencia: 43.000 espectadores Árbitro(s): Armando Archundia (México) |

| 23 de junio de 2006, 21:00 | Suiza                   | 2:0 (1:0) | Corea del Sur | AWD-Arena, Hanóver                                                       |                                                                          |
|                            | Senderos 23' · Frei 77' | Reporte   |               | Asistencia: 43.000 espectadores Árbitro(s): Horacio Elizondo (Argentina) | Asistencia: 43.000 espectadores Árbitro(s): Horacio Elizondo (Argentina) |

### Participación de jugadores
| #  | Nombre          | Posición      | PJ | Min |   | Asist | Tiros  | Faltas |   |   |
| -- | --------------- | ------------- | -- | --- | - | ----- | ------ | ------ | - | - |
| 2  | Kim Young-chul  | Defensa       | 2  | 180 | 0 | 0     | 0      | 3-1    | 1 | 0 |
| 3  | Kim Dong-jin    | Defensa       | 2  | 180 | 0 | 0     | 2      | 1-2    | 1 | 0 |
| 4  | Choi Jin-cheul  | Defensa       | 3  | 270 | 0 | 0     | 0      | 3-5    | 1 | 0 |
| 5  | Kim Nam-il      | Mediocampista | 3  | 203 | 0 | 0     | 0      | 2-6    | 0 | 0 |
| 6  | Kim Jin-kyu     | Defensa       | 2  | 135 | 0 | 0     | 4      | 0-3    | 1 | 0 |
| 7  | Park Ji-sung    | Mediocampista | 3  | 270 | 1 | 0     | 6      | 11-3   | 0 | 0 |
| 8  | Kim Doo-hyun    | Mediocampista | 0  | 0   | 0 | 0     | 0      | 0-0    | 0 | 0 |
| 9  | Ahn Jung-hwan   | Delantero     | 3  | 92  | 1 | 0     | 7      | 1-0    | 1 | 0 |
| 10 | Park Chu-young  | Delantero     | 1  | 65  | 0 | 0     | 1      | 1-1    | 1 | 0 |
| 11 | Seol Ki-hyeon   | Delantero     | 2  | 70  | 0 | 0     | 0      | 1-3    | 0 | 0 |
| 12 | Lee Young-pyo   | Defensa       | 3  | 242 | 0 | 0     | 0      | 5-3    | 0 | 0 |
| 13 | Lee Eul-yong    | Mediocampista | 2  | 112 | 0 | 0     | 2      | 2-3    | 0 | 0 |
| 14 | Lee Chun-soo    | Delantero     | 3  | 251 | 1 | 0     | 6      | 2-3    | 2 | 0 |
| 15 | Baek Ji-hun     | Mediocampista | 0  | 0   | 0 | 0     | 0      | 0-0    | 0 | 0 |
| 16 | Chung Kyung-ho  | Delantero     | 0  | 0   | 0 | 0     | 0      | 0-0    | 0 | 0 |
| 17 | Lee Ho          | Mediocampista | 3  | 248 | 0 | 0     | 1      | 7-6    | 1 | 0 |
| 18 | Kim Sang-shik   | Mediocampista | 2  | 30  | 0 | 0     | 0      | 0-1    | 0 | 0 |
| 19 | Cho Jae-jin     | Delantero     | 3  | 262 | 0 | 1     | 6      | 4-5    | 0 | 0 |
| 22 | Song Chong-guk  | Defensa       | 1  | 90  | 0 | 1     | 1      | 0-1    | 0 | 0 |
| 23 | Cho Won-hee     | Defensa       | 0  | 0   | 0 | 0     | 0      | 0-0    | 0 | 0 |
| #  | Nombre          | Posición      | PJ | Min |   | Prom. | Atajos | Faltas |   |   |
| 1  | Lee Woon-jae    | Portero       | 3  | 270 | 4 | 1,33  | 0      | 1-0    | 0 | 0 |
| 20 | Kim Yong-dae    | Portero       | 0  | 0   | 0 | 0     | 0      | 0-0    | 0 | 0 |
| 21 | Kim Young-kwang | Portero       | 0  | 0   | 0 | 0     | 0      | 0-0    | 0 | 0 |

## Curiosidades
- En un concurso realizado por Hyundai, los aficionados de los equipos eligieron un lema para cada seleccionado, el cual sería colocado en los buses que transportarían a los jugadores a lo largo del país. El eslogan elegido para Corea del Sur fue «Leyenda eterna, Corea unida»[1]
- Corea del Sur eligió la localidad de Bergisch Gladbach, en el estado de Renania del Norte-Westfalia, como su "cuartel" durante la realización del torneo.